# Notre-Dame de la Libération
Vous lisez un « bon article » labellisé en 2011.
Pour les articles homonymes, voir Église Notre-Dame et Libération.
« Fort des Buis » redirige ici.  Pour les autres fortifications de la ville, voir Place fortifiée de Besançon.
Notre-Dame de la Libération est une église catholique et un site de mémoire édifié sur le mont des Buis à l'intérieur des fossés d'un ancien fort qui domine, à près de 500 mètres d'altitude, la ville de Besançon (Doubs). Originellement ce site militaire, construit durant le conflit franco-prussien de 1870, devait renforcer les défenses de la capitale comtoise mais, comme de nombreux autres édifices bisontins de ce type, il était devenu obsolète et laissé à l'abandon.
Après la Seconde Guerre mondiale, l'archevêque Mgr Maurice-Louis Dubourg fit édifier un lieu de commémoration et de mémoire comme il se l'était promis si la ville n'était pas ravagée par les bombardements. Le site du fort des Buis-est fut choisi à cet effet. Une crypte surmontée d'une statue de la vierge Marie y fut consacrée en grande pompe en 1949. Les noms des 5 500 diocésains, civils et militaires, morts pendant la Seconde Guerre mondiale figurent, sans distinction de religions, sur des plaques commémoratives tapissant les murs intérieurs de l'édifice.

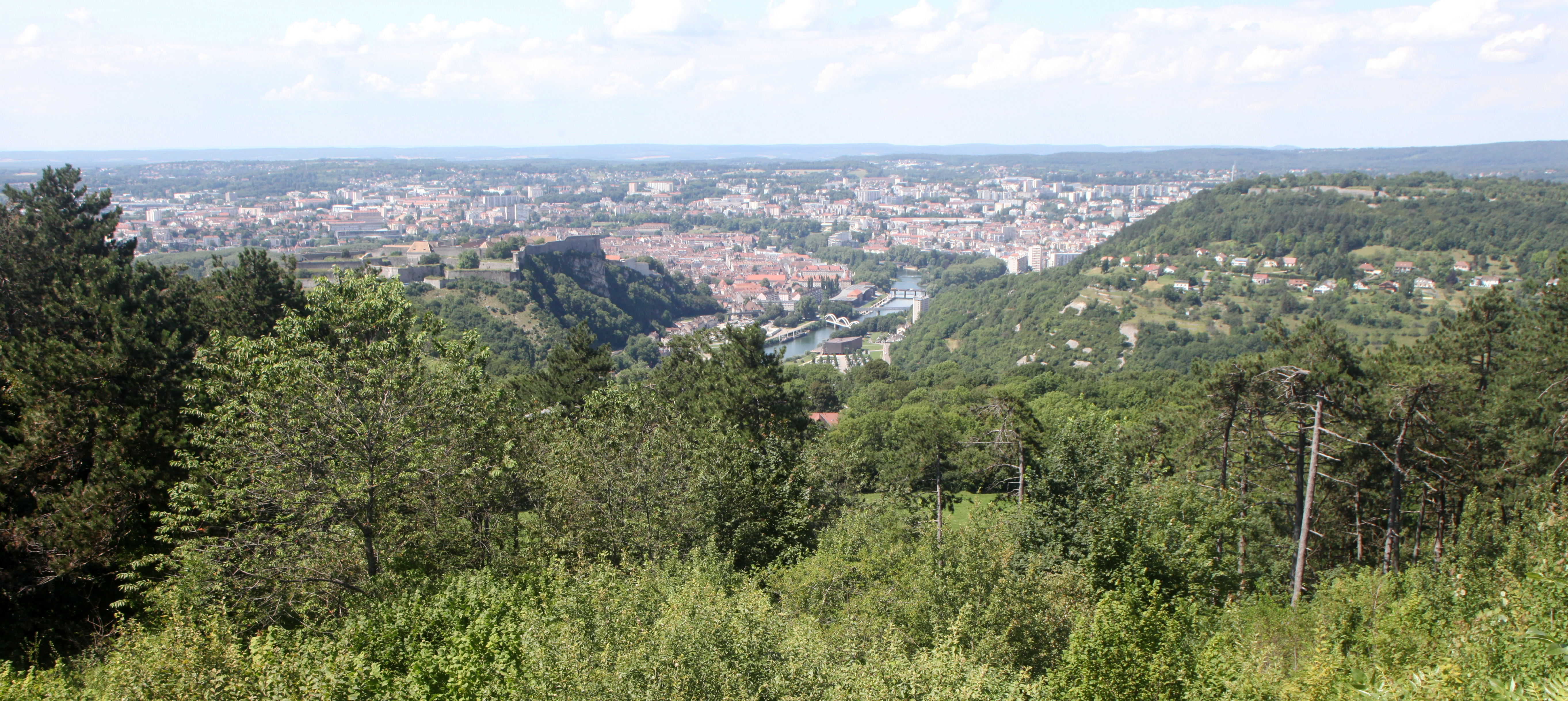
Panorama sur Besançon.

En 2011, la crypte étant devenue vétuste et jugée dans un état préoccupant, une réhabilitation totale est entreprise, redonnant toute sa splendeur à l'édifice. Aujourd'hui cette église, une des plus petites de la ville mais paradoxalement une des plus connues, accueille de nombreuses cérémonies et commémorations, en plus des prières quotidiennes des fidèles. Aussi, beaucoup de visiteurs sont attirés par ce haut lieu de devoir de mémoire, et par son panorama exceptionnel sur la ville de Besançon et ses environs.

## Le fort des Buis Est

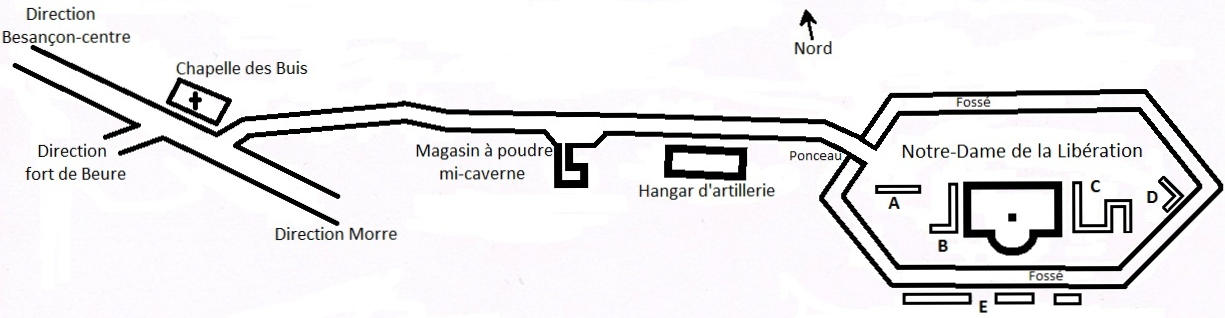
Plan du site des Buis-Est

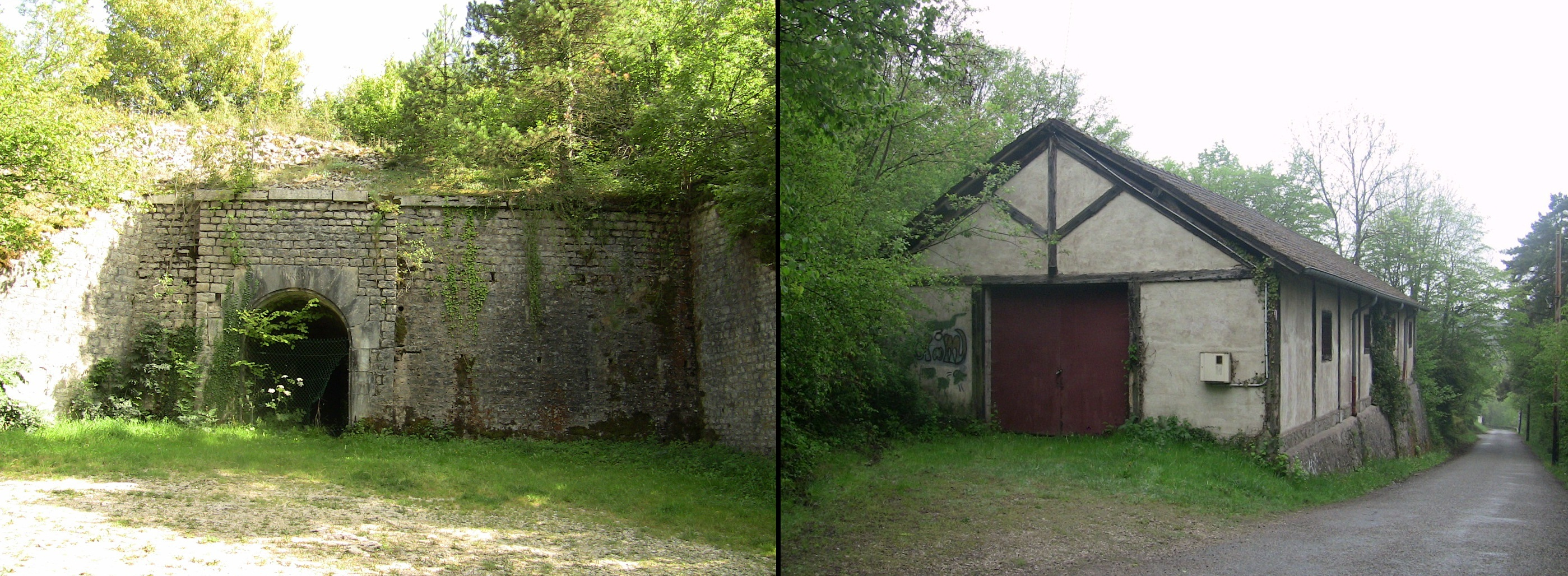
Magasin et hangar.

Le môle des Buis est aménagé hâtivement pendant la guerre de 1870 afin de répondre au plus vite à une offensive ennemie. Il se compose de deux grandes parties : le fort des Buis Est, fortin construit de 1870 à 1871, , organisé avec quatre traverses protégeant cinq plateformes d'artilleries et ceinturé d'un large fossé qui en fait le tour ; le fort des Buis Ouest au sommet de la crête à l'ouest du village. À quelque distance de chacun des forts furent implantés un magasin à poudre mi-caverne datant de 1886, et un hangar d'artillerie. Les deux magasins subsistent ainsi que le hangar des Buis Est.

## Du fort au lieu de culte
La chapelle des Buis fut de tout temps considérée comme un haut lieu spirituel bisontin. Cette renommée vient du fait qu'au Ve siècle, un fidèle du nom de Léonard, vécut en ermite dans la grotte proche qui porte aujourd'hui son nom. Puis un ermitage fut construit au XIIIe siècle pour être rebâti ensuite, afin de donner naissance à la chapelle Notre-Dame des Buis.

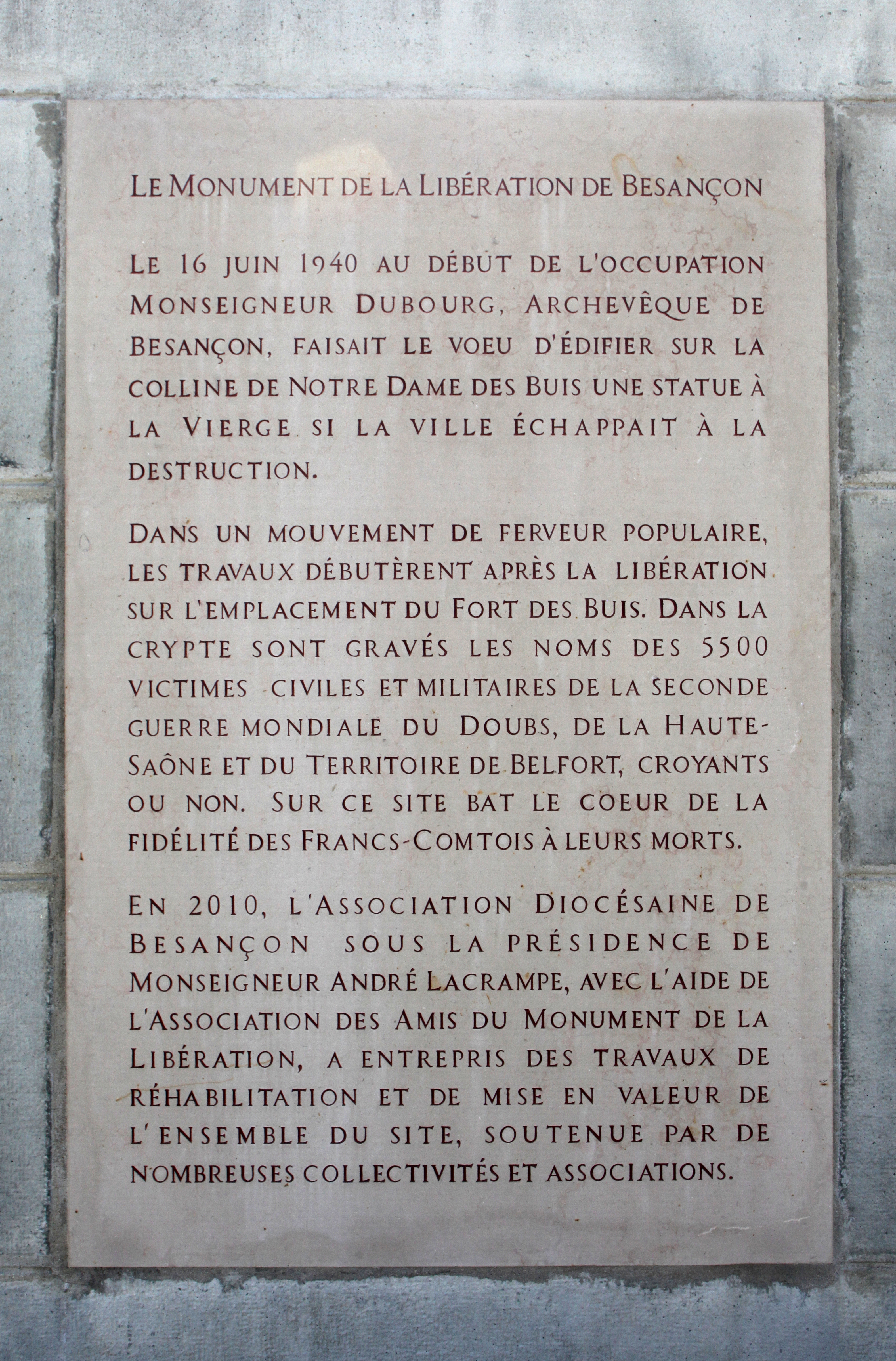
Plaque commémorative.

C'est dans ce contexte que l'archevêque de Besançon Mgr Maurice-Louis Dubourg (1878-1954) multiplie les appels à la prière durant toute la Seconde Guerre mondiale, entraînant lui-même à la chapelle Notre-Dame les pèlerins gravissant pieds nus la colline bisontine. Le 16 juin 1944, Mgr Dubourg fait cette prière,, : « Notre-Dame de tous les sanctuaires de Franche-Comté, je vous supplie de sauver notre cité ; je fais le vœu de vous élever une statue monumentale sur la colline de Notre-Dame des Buis, si nous sommes protégés, si notre ville échappe à la destruction. » Même si la ville fut en partie bombardée, elle ne fut pas détruite, et a été de plus libérée le 8 septembre 1944, date qui correspond à la fête de la Nativité de Marie dans le calendrier liturgique.

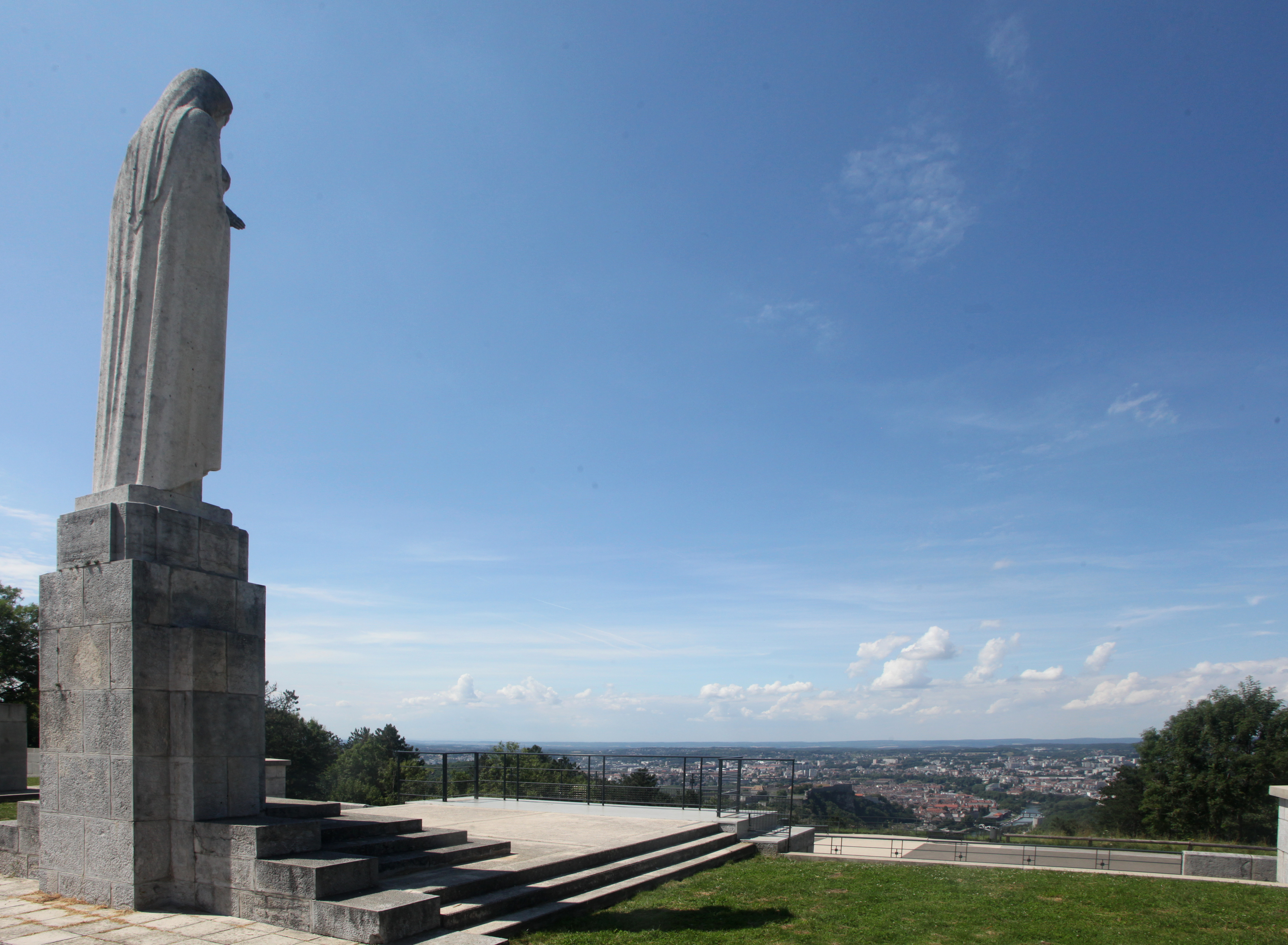
La statue domine Besançon.

Maurice-Louis Dubourg, suivi par le clergé bisontin, décide de consacrer un monument en mémoire de cette guerre et de ses victimes sur le mont des Buis. Le projet de départ comprenant la construction de deux bâtiments d'habitation d'une crypte annexe et d'une statue de 29 m, est abandonné faute de moyens financiers. Il faudra se limiter à la crypte surmontée d'une statue de 7 m. Mgr Dubourg procède à la bénédiction de la première pierre en 1945, puis les travaux se déroulent sur quatre ans en faisant appel à de la pierre comtoise. Début 1949, la statue d'une vierge à l'enfant, due à Henry-Paul Ray est ajoutée, puis on pose les plaques commémoratives rendant hommage aux habitants du diocèse morts pendant la Seconde Guerre mondiale sans distinction de religions. L'inauguration du monument votif nommé officiellement Notre-Dame de la Libération a lieu le 8 septembre 1949, rassemblant 50 000 personnes. Le 31 janvier 1954, disparaît l'initiateur de ce projet, Mgr Dubourg, qui est inhumé au cœur de l'édifice.
L'érection d'un seconde Notre Dame de la Libération a eu lieu en 1946 à Thise près de Besançon dans les mêmes circonstances : le 15 août 1944, peu avant la Libération de la commune (409 habitants à cette époque), le prêtre de la paroisse, l'abbé André Loye, officie à la chapelle Notre-Dame de Beaupré. Les fidèles émettent alors le vœu d'ériger une statue à la Vierge si le village est épargné par les combats, ce qui sera le cas. En 1945, 72 familles participent à une souscription pour le financement de la statue. Une Vierge, de grandeur naturelle, est inaugurée le 12 mai 1946 sur la colline derrière l’église. Œuvre de “l’Union Internationale Artistique”, elle a été réalisée aux fonderies de Vaucouleurs.

## Le monument de nos jours
Le site des Buis comprend une communauté de frères mineurs franciscains depuis 1946, actuellement composée de cinq frères dont deux frères prêtres qui organisent régulièrement des processions, des rencontres et des prières à Notre-Dame des Buis ainsi qu'à Notre-Dame de la Libération. Actuellement[Quand ?] l'édifice est devenu l'un des lieux de pèlerinage incontournables de la ville avec la chapelle Notre-Dame des Buis. En effet, de nombreux rassemblements, religieux ou non, ont lieu dans ce bâtiment, pour rendre hommage aux victimes de la guerre. L'endroit est aussi un lieu de rendez-vous pour les randonneurs ou de promenades dominicales pour les familles bisontines. La ligue pour la protection des oiseaux en a fait un site occasionnel d'observation des migrations et d'initiation à l'ornithologie. Plusieurs médaillons à l'effigie de Notre-Dame de la Libération furent émis par le Diocèse de Besançon.

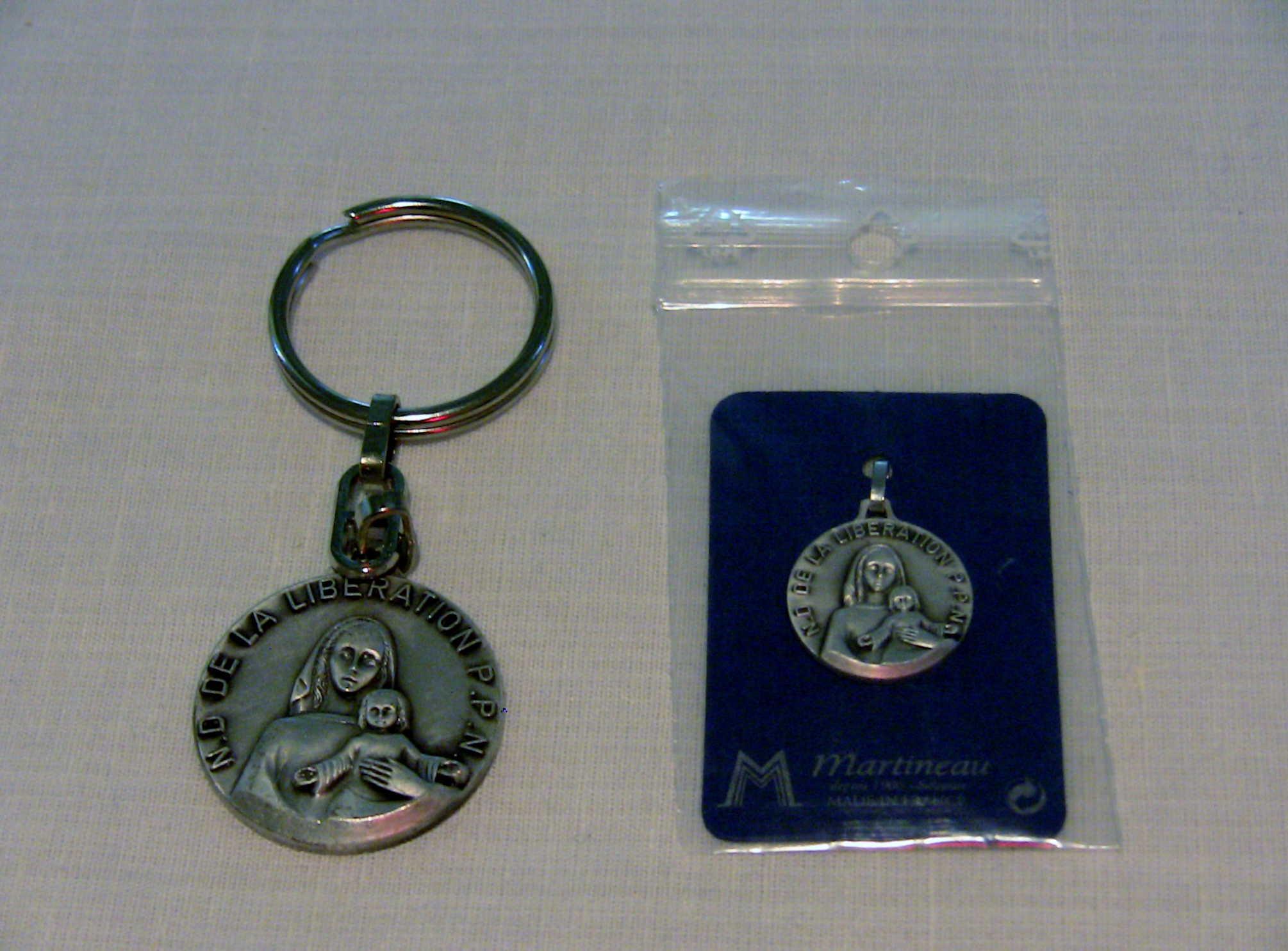
Porte-clé et médaille à l'effigie de Notre-Dame de la Libération.

Le 6 septembre 2009, l'archidiocèse de Besançon a organisé un rassemblement inter religieux au monument pour les 60 ans de l'inauguration de l'église,, présidé par Mgr Jean-Pierre Grallet (frère franciscain de la chapelle des Buis pendant 13 ans) et par l'archevêque Mgr André Lacrampe, en présence de plusieurs représentants des principales religions de la ville : M. Jean-Marie Cuny (orthodoxie), Pasteur Jean-René Bruandet (Église Cépée) Pasteur Pierre-Emmanuel Panis (église Réformée), M. Bertrand Weil (judaïsme) et M. Tahar Belhadj (islam). Les familles dont les noms sont gravés sur les plaques commémoratives ainsi que divers représentants de la société civile étaient également invités. Cet événement devait rappeler les principaux points qui ont fait que Notre-Dame des Buis fut bâtie : devoir de mémoire, gratitude envers Marie pour avoir protégé la cité, et engagement pour une paix durable. 60 colombes blanches furent lâchées, sous les chants de l’Ode à la joie par la chorale des Enfants de l’Espoir.
En 2010, Notre-Dame de la Libération se trouve dans un état très préoccupant. En effet, le bâtiment a besoin d'une réhabilitation quasi complète, plus particulièrement au niveau de l'étanchéité de la crypte par l'extérieur. D'autres travaux sont aussi nécessaires, comme la restauration intérieure de la crypte, la mise en sécurité des escaliers d'accès, la restauration du chauffage, la végétalisation du parvis ainsi que l'aménagement des abords du bâtiment pour une meilleure mise en valeur. Cela suscite de très lourds coûts qui ont fait naître une association voulant récolter des dons pour sauver l'édifice : l'Association des Amis du Monument de la Libération. Cette association, créée le 21 mars 2009 par l'historien local Joseph Pinard, a permis de récolter les fonds nécessaires au financement des travaux. Ceux-ci ont eu lieu en 2011-2012.

## Architecture

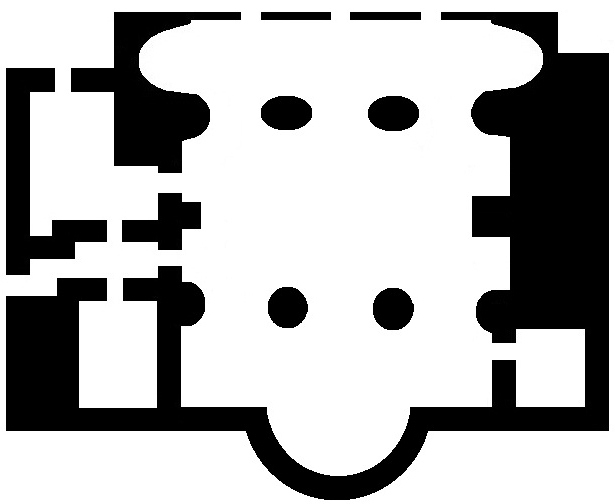
Plan de l'édifice.

### Style et architecture générale
Le fort de l'est des Buis était un édifice aux formes simples de par sa construction hâtive, et composé de quatre traverses ainsi que cinq plates-formes d'artillerie. On y trouve très peu de maçonneries, des murets simples construits en pierre sèche ainsi que de rares monticules herbeux ou couverts de ronces… Il reste également quelques vestiges aux abords immédiats du bâtiment : une traverse, un parapet et un chemin couvert, en plus du fossé Un magasin à poudre mi-caverne et un hangar d'artillerie sont visibles sur la droite du chemin d'accès avant le passage du fossé.

L'église Notre-Dame de la Libération appelée parfois Notre-Dame des Buis ( à ne pas confondre avec la chapelle Notre-Dame des Buis située au cœur du village), est un édifice de style néo-roman souterrain (crypte) composé d'une large salle et de trois petites pièces annexes fermées au public. Le bâtiment n'est pas en forme de croix latine mais comporte une petite abside au sud, ainsi que de larges voûtes sur ses côtés. Les murs de la crypte comportent des plaques commémoratives en marbre rendant hommage aux 5 500 hommes et femmes diocésains ou originaires de Besançon morts pendant la Seconde Guerre mondiale.

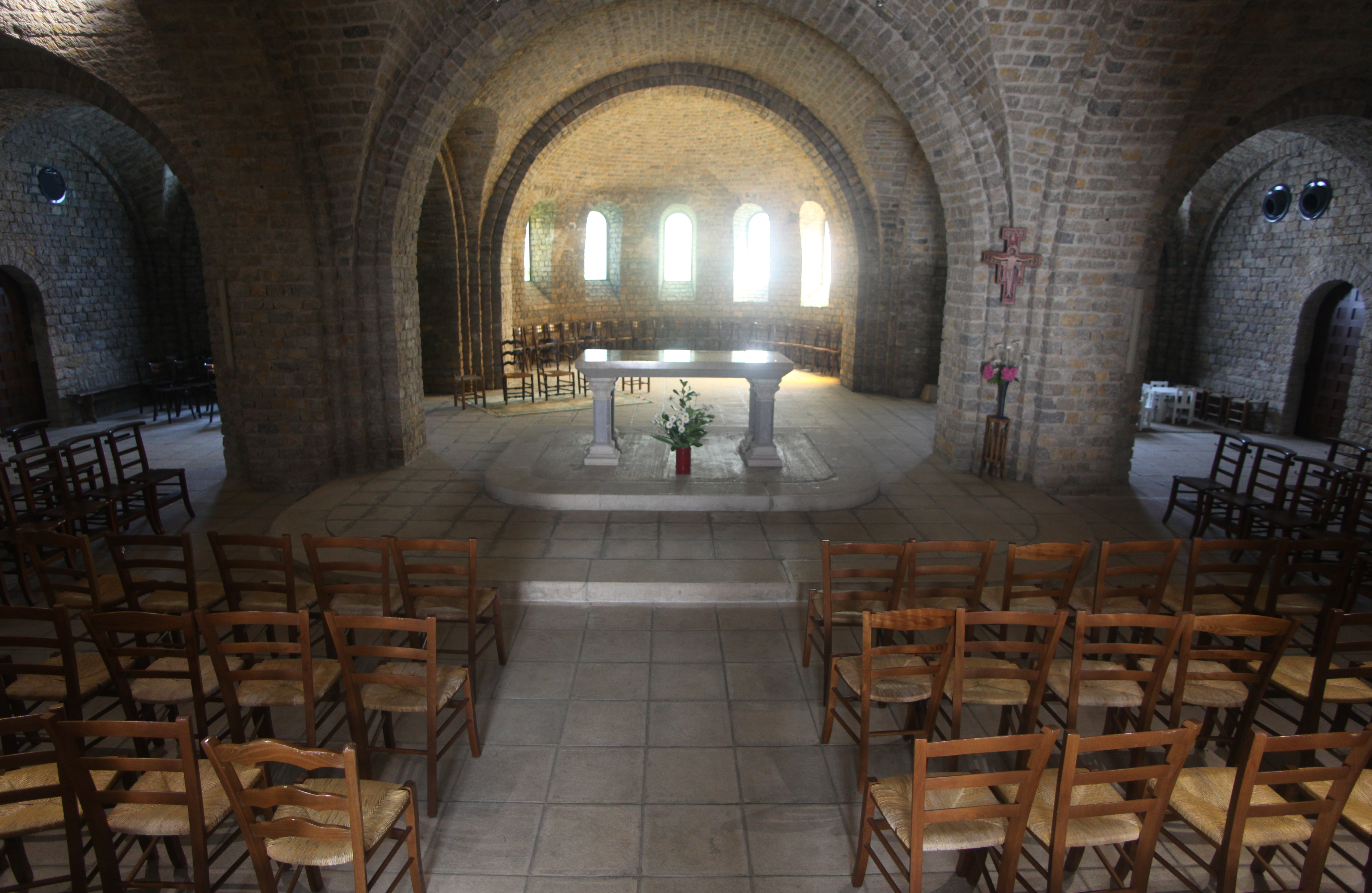
Abside.
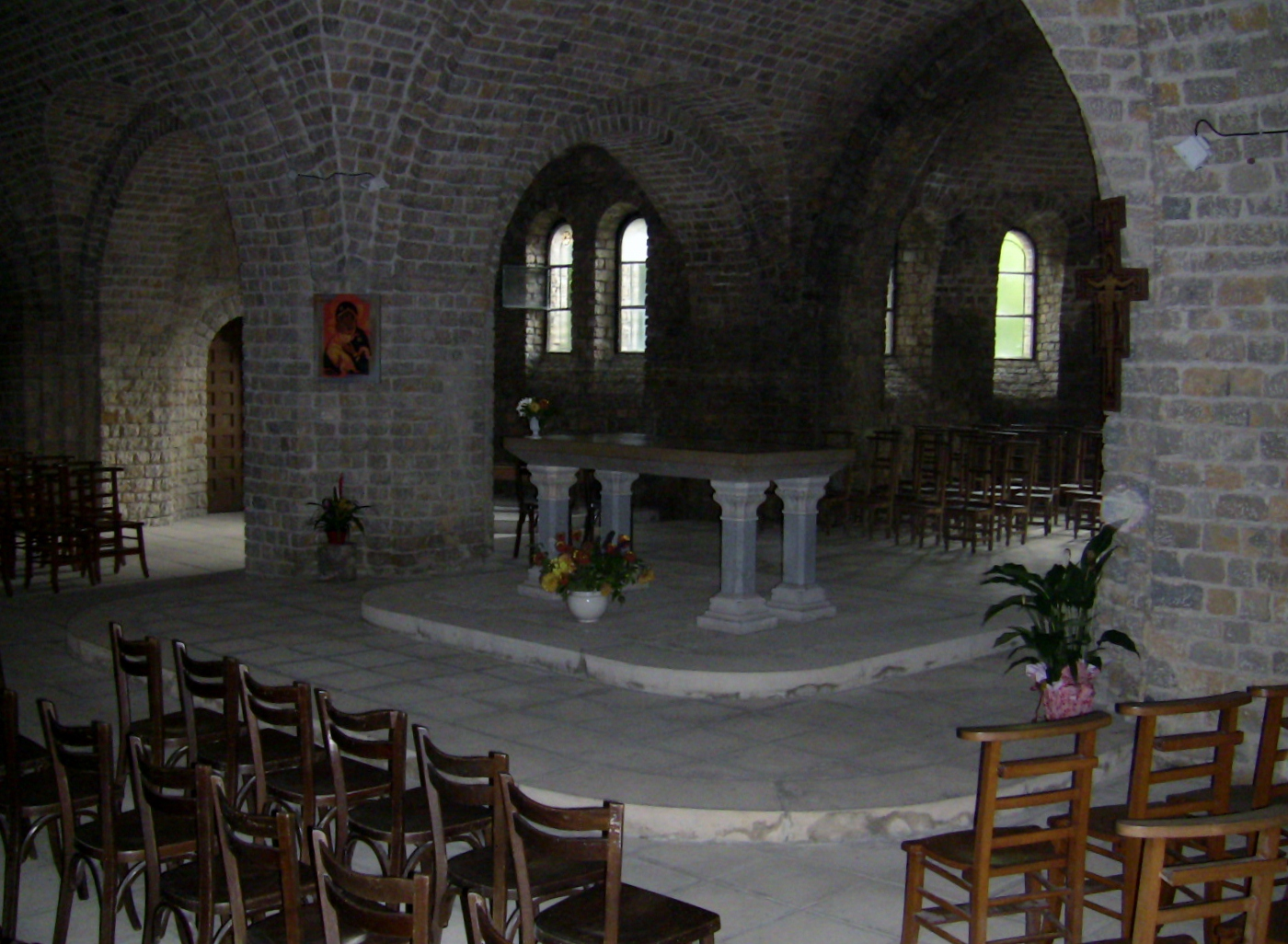
Vue depuis côté sud.
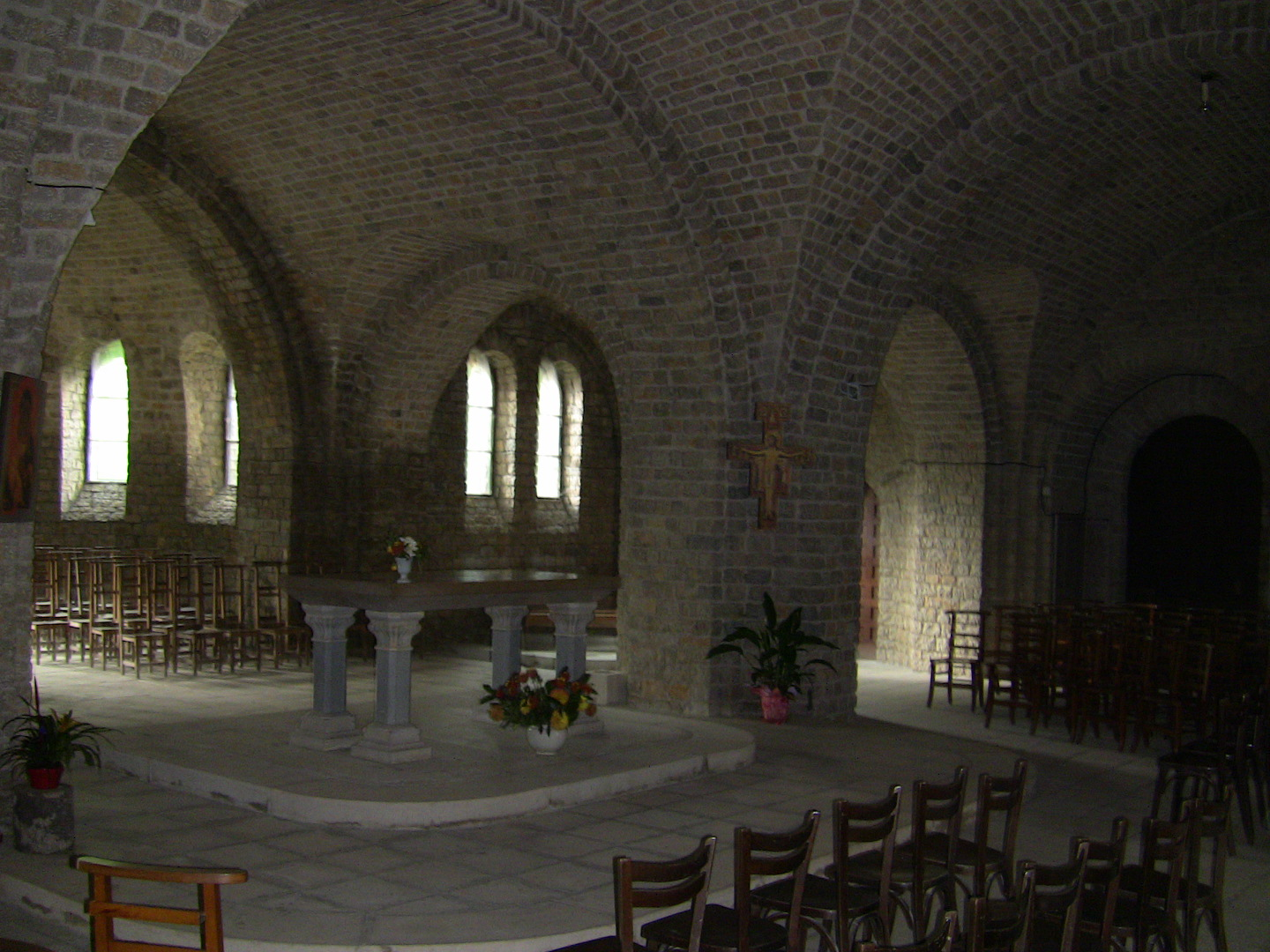
Vue depuis côté nord.
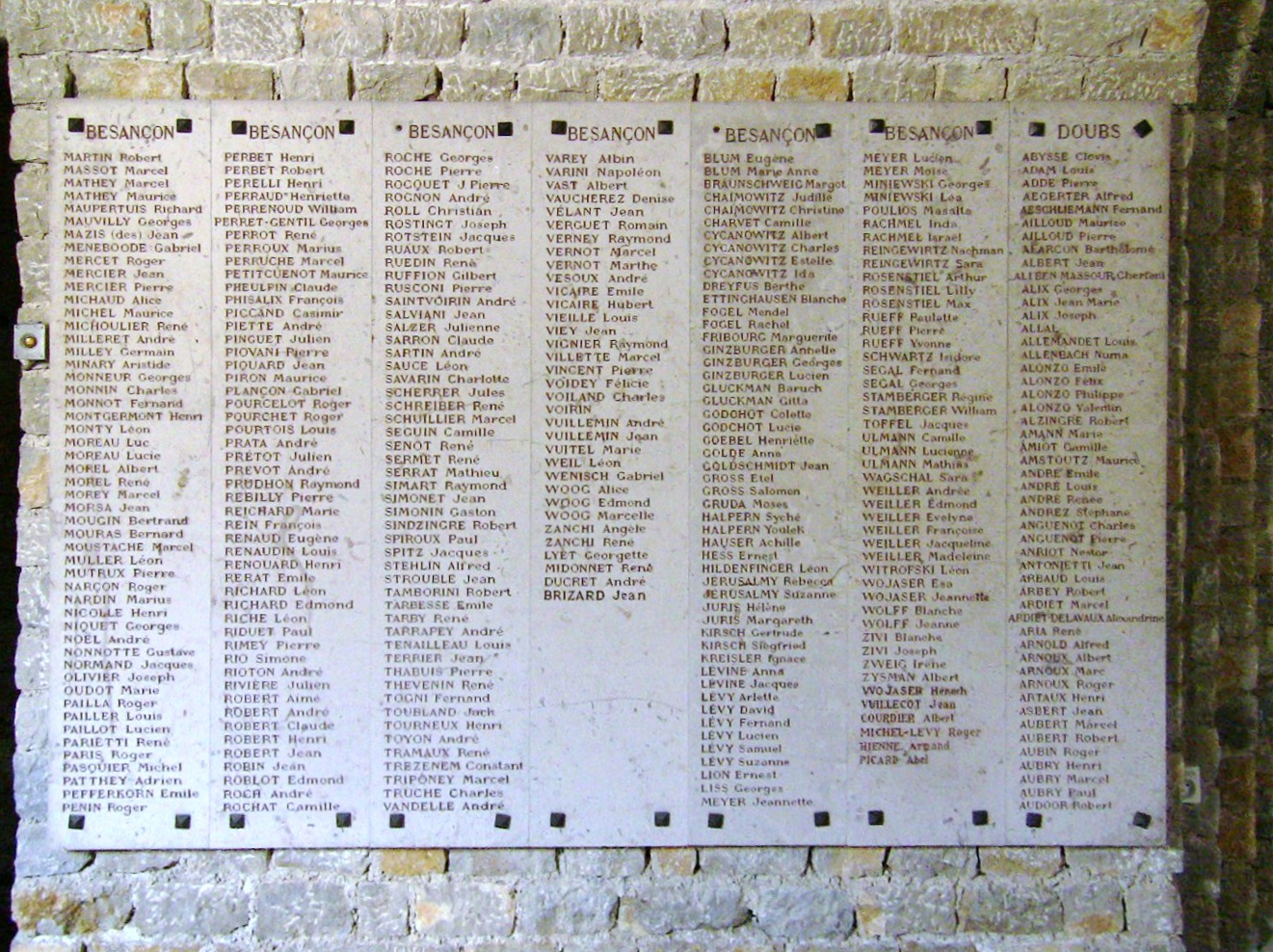
Détail d'une plaque commémorative.

### Sculptures et tableaux

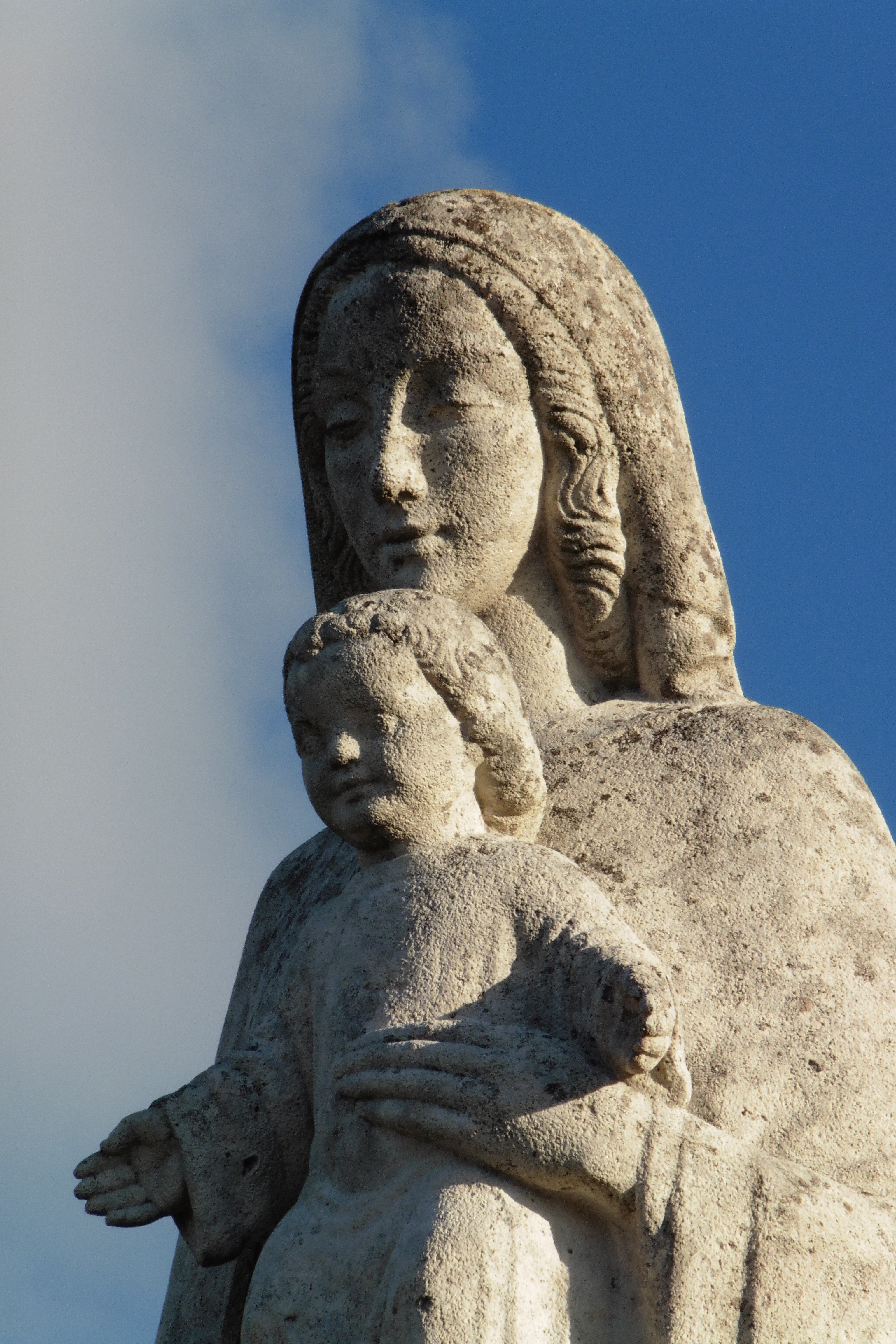
Henri Paul Rey, Notre-Dame de la Libération (1949).

La statuaire comporte deux œuvres : l'une est le gisant fidèle de monseigneur Dubourg contre la paroi sud-est, au pied duquel est inscrit : « 1878 - 1954. Ici repose s. Exc. Mgr Maurice Dubourg, Archevêque de Besançon »réalisé par le sculpteur Jean GILLES (1925-2014) et l'autre est la statue monumentale de la Vierge Marie. Taillée dans la pierre blanche de Lorraine, cette dernière est juchée sur un piédestal et surplombe le bâtiment à son entrée. Elle fut sculptée par Henri-Paul Rey (1904-1981) en 1949, et mesure 5 m de hauteur,. L'œuvre représente une Vierge à l'enfant, tournée vers la ville.
L'édifice compte deux reproductions de tableaux : l'un est une copie d'une icône de Taizé représentant la Vierge Marie, sur le modèle de la Vierge de Vladimir, et l'autre où l'on voit le Christ crucifié dont le tableau suit la forme même de ce crucifix, avec en plus petite taille des personnages au second plan : c'est une reproduction de la Croix de Saint-Damien, qui a marqué François d'Assise. Les deux œuvres sont exposées sur les deux piliers attenants de l'autel, au centre de la crypte. Il s'agit des deux seules peintures publiques du monument, faisant de Notre-Dame de la Libération une des églises les moins décorées, bien loin de la collection picturale de Saint-Jean.

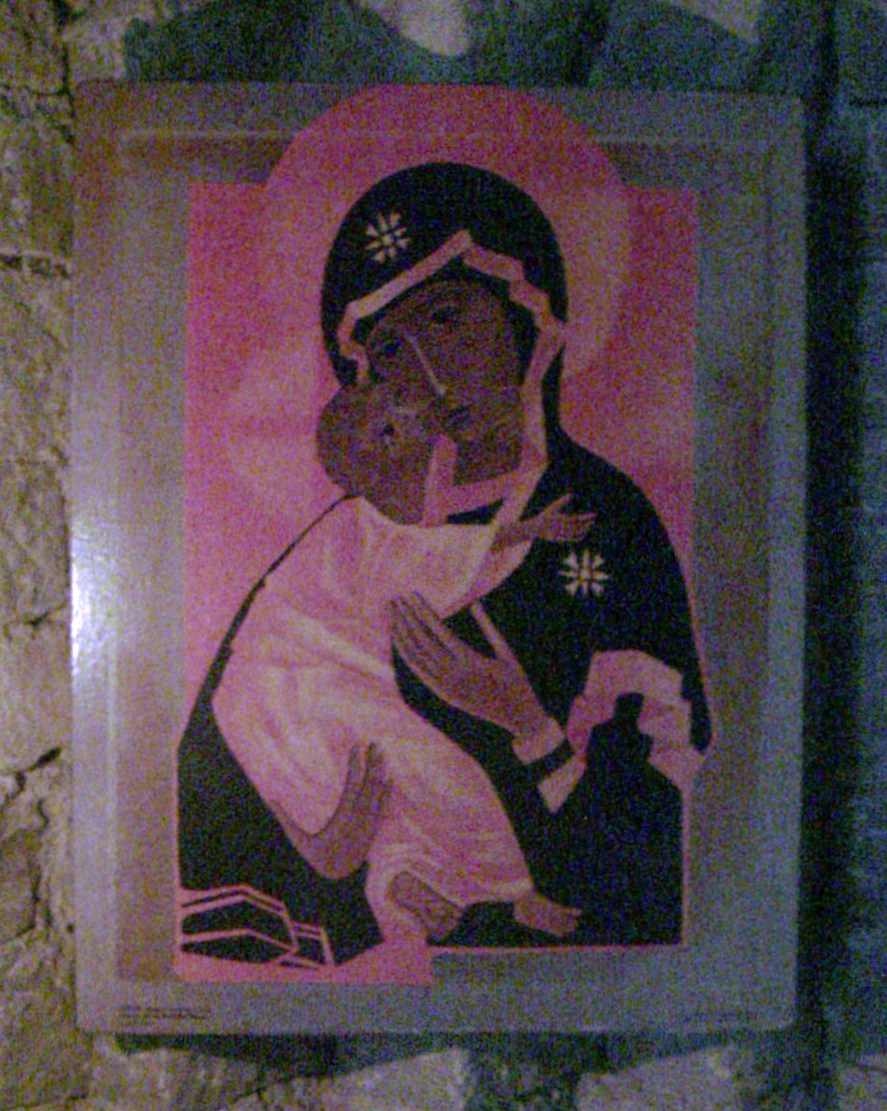
Reproduction de l'icône de la Vierge Marie de Taizé, d'après la Vierge de Vladimir.
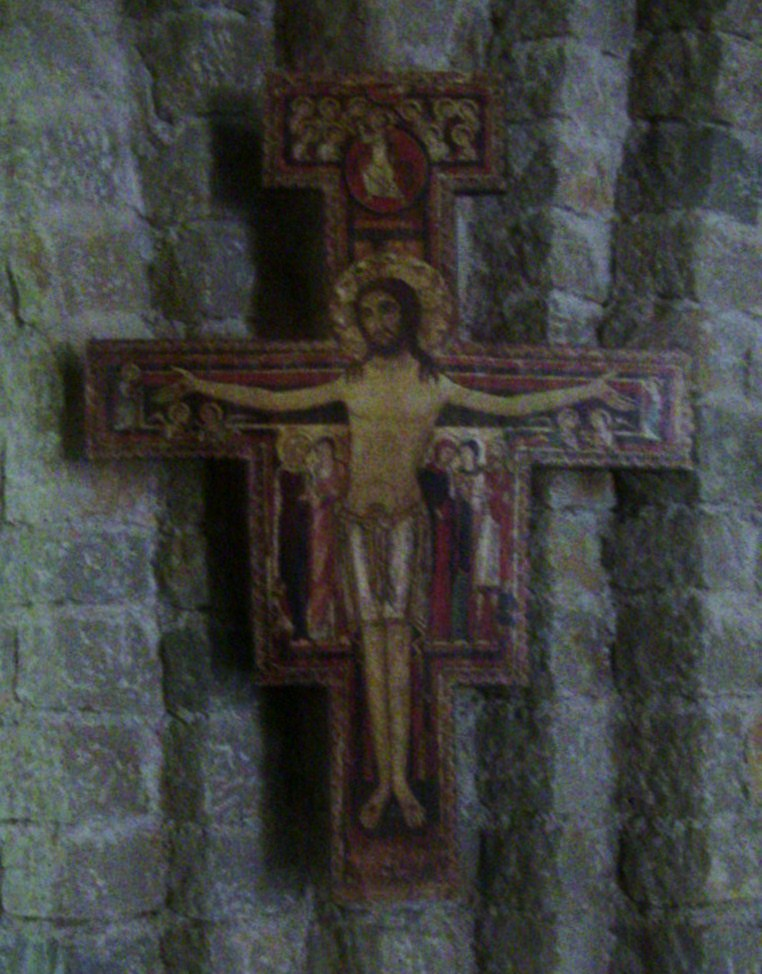
Reproduction de la Croix de Saint-Damien.
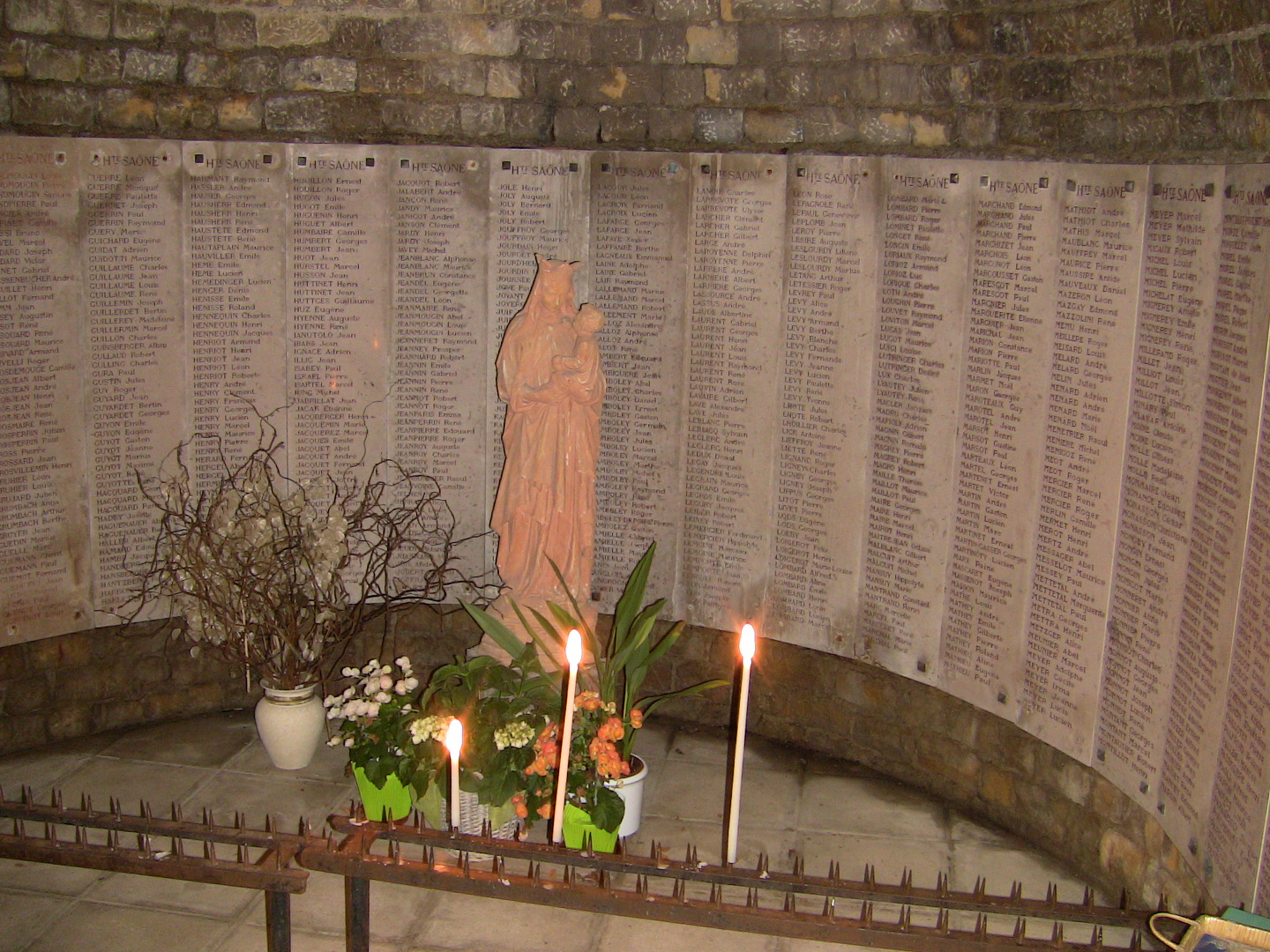
Statue de la Vierge Marie.